# Nouveau parti populaire du Nigeria
Le Nouveau parti populaire du Nigeria (en anglais : New Nigeria People's Party ; abrégé NNPP) est un parti politique nigérian d'extrême droite, principalement actif dans l'État de Kano. Il participe à l'élection présidentielle nigériane de 2023, mais son chef, Rabiu Kwankwaso, arrive à la quatrième place, ne remportant que son seul bastion de Kano.

## Idéologie
Le NNPP est généralement décrit comme ayant des idées d'extrême droite ou syncrétiques, avec des positions sociales d'extrême droite et des politiques économiques quelque peu à gauche. Ce type de syncrétisation est parfois connu sous le nom de troisième position.

## Résultats électoraux

### Élections présidentielles
| Élection | Candidat        | 1er tour  | 1er tour | Résultat |
| Élection | Candidat        | Voix      | %        | Résultat |
| -------- | --------------- | --------- | -------- | -------- |
| 2023     | Rabiu Kwankwaso | 1 496 687 | 6,4      | Élu      |